# No Limit (canção de G-Eazy)
"No Limit" é uma canção do rapper americano G-Eazy, com participação de ASAP Rocky e Cardi B. Foi escrita por G-Eazy, ASAP Rocky, Cardi B, Edgar Machuca, Klenord Rafael, Patrick Taylor-Earl, Pardison Fontaine, Allen Ritter e Boi-1da, com a produção feita pelos dois últimos. A música foi lançada pela RCA Records em 8 de setembro de 2017, como o primeiro single do quarto álbum de estúdio de G-Eazy, The Beautiful & Damned (2017). Alcançando o número quatro na Billboard Hot 100, tornou-se a mais alta posição de G-Eazy e ASAP Rocky, e o segundo single de Cardi B no topo cinco na tabela.

## Lançamento
Em 30 de agosto de 2017, G-Eazy estreou a música com Cardi B em Nova Orleans, durante um de seus shows ao vivo no Dive Bar Tour da Bud Light, juntamente com a estréia de sua colaboração com a cantora e compositora americano "Him & I", Halsey. G-Eazy disse à Billboard sobre as duas colaborações: "Essa conexão bruta entre os dois artistas é algo que você não pode planejar completamente. Você apenas segue em frente e se perde naquele momento e se alimenta um do outro". Em uma entrevista com o Uproxx, G-Eazy disse sobre o motivo da colaboração com Cardi B: "Sou uma super fã dela e tudo o que ela está fazendo agora é incrível. Acho que ela representa onde a música está hoje. É real, é cru, é honesta, é pura. Não é artificial, não fica excessivamente pensado ou elaborado. É exatamente o que a juventude está fazendo, o que a cultura está fazendo. Você sabe? O que parece e se sente bem é o que está funcionando. A música dela é incrível. Toda a sua personalidade, sua energia, tudo".
Falando sobre como surgiu a colaboração, G-Eazy disse a Fuse em uma entrevista sobre seu próximo álbum de estúdio: "Começou como eu e o ASAP Rocky no estúdio. Ele estava trabalhando em uma sala ao lado da minha e entrou e disse o que se passava. Nós enviamos a faixa para Cardi B e ela adorou. Eu a acompanho desde que ela começou a tocar. Eu sempre quis me conectar com ela. Eu a conheci em um show que tocamos quase um ano atrás. Disse naquele momento e lá ela seria uma super estrela. Eu sabia que queria trabalhar com ela, mas precisávamos encontrar o caminho certo, a gravação e o momento certo. Essa música "No Limit" fazia sentido". A batida da música contém uma amostra do clássico do rap "Slob On My Knob" do grupo de hip hop Three 6 Mafia, produzido pelo membro e rapper Juicy J.

## Recepção crítica
Madeline Roth, da MTV News, opinou que Cardi B "rouba claramente a atenção" na versão de estúdio da música em comparação com a sua performance ao vivo anterior, e se referiu a isso como "algo que ela vem fazendo muito desde que 'Bodak Yellow' surgiu nos gráficos". Tanto Roth como Carl Lamarre, da Billboard, sentiram que Rocky "fica firme no gancho". Jessica McKinney, do Vibe, escreveu que a música "parece ter uma batida forte de hip-hop". Peter Berry, da XXL, chamou de "a nova bomba enérgica" e escreveu que "apresenta uma batida de trap saltitante e barras tipicamente confiantes de cada um dos três MCs". Beatrice Hazlehurst da Paper elogiou Cardi B por "provar que está longe de ser uma maravilha de um só hit" com seu verso.
Aaron Williams, do Uproxx, descreveu a música como "um chocalho com estilo e ritmo acelerado", e escreveu que os três artistas da faixa "entregam seus estilos de assinatura normalmente sofisticados e divertidos em seus versos". Ele acrescentou que o verso de Cardi B é "especialmente divertido". Matt Fish, do HotNewHipHop, considerou-a como "uma faixa rígida e pronta para o rádio", que apresenta "uma batida energética" que "fornece uma espinha dorsal saltitante para todos os três emissores". Ele ficou impressionado com Cardi B, apesar das performances fortes dos outros dois artistas porque "sua rima parece fácil e seu tom é agudo e direto durante seu verso, nos presenteando com outra forte reviravolta neste álbum".

## Remix
Um remix com French Montana, Belly e Juicy J foi lançado em 12 de dezembro de 2017, ao lado de um videoclipe.

## Vídeo musical
O videoclipe oficial foi lançado em 19 de dezembro de 2017, apresentando todos aqueles que estavam no original e no remix. Foi dirigido por Daniel Cz.

## Desempenho comercial
"No Limit" se tornou a música de maior sucesso do G-Eazy na Billboard Hot 100 e o primeiro hit entre os cinco primeiros, alcançando o número quatro. Ele também se tornou o segundo single entre os cinco primeiros de Cardi B na parada e tornou-se a música de maior sucesso do ASAP Rocky, superando o seu melhor número anterior com o número cinco em sua participação em "Good for You" de Selena Gomez.
Em 23 de março de 2018, a música foi certificada com platina tripla nos Estados Unidos pela RIAA, por vendas e transmissões equivalentes ou superiores a três milhões de unidades.

### Tabelas musicais da semana
| Tabela musical (2017–18)                      | Melhor posição |
| --------------------------------------------- | -------------- |
| Alemanha (Offizielle Deutsche Charts)         | 63             |
| Austrália (ARIA)                              | 43             |
| Áustria (Ö3 Austria Top 75)                   | 60             |
| Bélgica (Ultratip Bubbling Under de Flandres) | 13             |
| Bélgica (Ultratip Bubbling Under da Valônia)  | 22             |
| Canadá (Canadian Hot 100)                     | 7              |
| Eslováquia (Singles Digitál Top 100)          | 42             |
| Estados Unidos (Billboard Hot 100)            | 4              |
| Estados Unidos (Billboard R&B/Hip-Hop Songs)  | 2              |
| Estados Unidos (Billboard Mainstream Top 40)  | 36             |
| Estados Unidos (Billboard Rhythmic)           | 1              |
| Grécia (IFPI)                                 | 6              |
| Hungria (Stream Top 40)                       | 20             |
| Irlanda (IRMA)                                | 6              |
| Nova Zelândia (Recorded Music NZ)             | 21             |
| Portugal (AFP)                                | 41             |
| Países Baixos (Single Top 100)                | 56             |
| República Checa (Singles Digitál Top 100)     | 39             |
| Reino Unido (UK Singles Chart)                | 45             |
| Suécia (Sverigetopplistan)                    | 57             |
| Suíça (Schweizer Hitparade)                   | 54             |

| Tabela musical (2017)                            | Melhor posição |
| ------------------------------------------------ | -------------- |
| Estados Unidos (Billboard Hot R&B/Hip-Hop Songs) | 78             |
| Tabela musical (2018)                            | Melhor posição |
| Canadá (Canadian Hot 100)                        | 57             |
| Estados Unidos (Billboard Hot 100)               | 30             |
| Estados Unidos (Billboard Hot R&B/Hip-Hop Songs) | 18             |
| Estados Unidos (Billboard Rhythmic)              | 24             |

| Região | Certificação | Vendas     |
| --- | ------------ | ---------- |
| Austrália (ARIA) | Platina      | 70.000^    |
| Canadá (Music Canada) | 4× Platina   | 320.000*   |
| Estados Unidos (RIAA) | 5× Platina   | 5.000.000‡ |
| Nova Zelândia (RMNZ) | Ouro         | 15.000*    |
| Reino Unido (BPI) | Prata        | 200.000‡   |
| *números de vendas baseados somente na certificação ^distribuições baseadas apenas na certificação ‡vendas+valores de streaming baseados somente na certificação |              |            |